# Rallye Dakar 1979
Navigation
Édition suivante
Le Rallye Dakar 1979 ou Paris-Dakar 1979 est la 1re édition du rallye-raid Paris-Dakar. Son départ a été donné de Paris, place du Trocadéro le 26 décembre 1978, date creuse médiatiquement choisie par Thierry Sabine pour profiter justement de la focalisation des médias. L'arrivée a lieu le 14 janvier 1979 à Dakar au Sénégal.
182 véhicules (répartis sur 80 autos, 90 motos et 12 camions), concourant tous dans un unique classement général, prennent le départ de la course, 74 la terminent. Six pays sont traversés pour un total de 3 168 km de spéciales chronométrées. Seuls 20 journalistes représentant 13 médias ont couvert l’épreuve sur le terrain.
Cyril Neveu remporte le classement général auto/moto/camion. Le premier équipage auto est celui de Genestier, Terbiaut et Lemordant qui n'arrive que quatrième du général. Le premier équipage camion Dunac, Chapel et Beau arrive 44e. La motarde Martine de Cortanze (de), onzième du classement moto et dix-neuvième du général, s'adjuge la Coupe des dames,
.
Cette édition est marquée par la mort lors de la 9e étape du motard Patrick Dodin, qui chute alors qu'il tentait de fixer son casque.

## Étapes
| N° | Date                  | Départ                   | Arrivée                  | Total (km)               |
| -- | --------------------- | ------------------------ | ------------------------ | ------------------------ |
| 1  | 26 décembre 1978      | Paris                    | Montlhéry                |                          |
| 1  | 27 décembre 1978      | Montlhéry                | Marseille                |                          |
|    | 28 – 30 décembre 1978 | Transport vers l'Afrique | Transport vers l'Afrique | Transport vers l'Afrique |
| 2  | 31 décembre 1978      | Alger                    | Reggane                  | 960                      |
| 2  | 1er janvier 1979      | Reggane                  | In Salah                 | 270                      |
| 2  | 2 janvier 1979        | In Salah                 | Tamanrasset              |                          |
| 3  | 3 janvier 1979        | Tamanrasset              | In Guezzam               | 373                      |
| 3  | 4 janvier 1979        | Assamaka                 | Arlit                    | 230                      |
| 3  | 5 janvier 1979        | Arlit                    | Agadez                   | 231                      |
| 4  | 6 janvier 1979        | Agadez                   | Niamey                   | 920                      |
| 5  | 7 janvier 1979        | Niamey                   | Gao                      | 448 (cancelled)          |
|    | 8 janvier 1979        | Jour de repos à Gao      | Jour de repos à Gao      | Jour de repos à Gao      |
| 6  | 9 janvier 1979        | Gao                      | Mopti                    | 600                      |
| 6  | 10 janvier 1979       | Mopti                    | Bamako                   | 650                      |
| 7  | 11 janvier 1979       | Bamako                   | Nioro du Sahel           | 417                      |
| 8  | 12 janvier 1979       | Nioro du Sahel           | Kayes                    | 270                      |
| 8  | 13 janvier 1979       | Kayes                    | Bakel                    | 69                       |
| 8  | 14 janvier 1979       | Bakel                    | Dakar                    | 96                       |

## Engagés notoires

### Moto
- Sonauto Yamaha-BP : Gilles Comte, Christian Rayer, Rudy Potisek, Jean-Claude Olivier
- Yamaha privée : Cyril Neveu, Hubert Auriol
- Honda : Gilles Desheulles, Philippe Vassard, Christian Desnoyer
- Honda privée : Martine de Cortanze (de)
- Moto Guzzi : Bernard Rigoni
- Suzuki : Alain Vial, Laurent Gomis, Corinne Koppenhague
- BMW : Fenouil
- Kawasaki : Daniel Piton

### Auto
- Range Rover : Jacky Privé, René Metge et Christophe Neveu-Gilles Gaignault
- Toyota : Team Fougerrousse, Harrewynn-Delannoy et Pichot-Vandekerkhove
- Toyota privée : Jean-François Piot, Christine Beckers, Claude Neveu
- Renault 4 Sinpar : Frères Claude et Bernard Marreau
- Renault 30 TS : Georges Houél et Christian Pouchelon

## Classement général
- Un seul classement scratch et unique regroupe motos, autos et camions :

| Pos. | N°  | Pilote/Copilote                                           | Marque        | Véhicule |
| ---- | --- | --------------------------------------------------------- | ------------- | -------- |
| 1    | 12  | Cyril Neveu                                               | Yamaha XT 500 | Moto     |
| 2    | 2   | Gilles Comte                                              | Yamaha        | Moto     |
| 3    | 23  | Philippe Vassard                                          | Honda         | Moto     |
| 4    | 162 | Alain Génestier Joseph Terbiaut Jean Lemordant            | Range Rover   | Auto     |
| 5    | 131 | Claude Marreau Bernard Marreau                            | Renault       | Auto     |
| 6    | 52  | Alain Schaecht                                            | Honda         | Moto     |
| 7    | 143 | Cesare Giraudo Antonio Cavalleri Mario Cavalleri          | Fiat          | Auto     |
| 8    | 3   | Christian Rayer                                           | Yamaha        | Moto     |
| 9    | 141 | Tommaso Carletti Amarilli Carletti                        | Fiat          | Auto     |
| 10   | 134 | Alain Vandekerkhove Gérard Dutertry Daniel Pichot         | Toyota        | Auto     |
| 11   | 73  | Jacques Maitrot                                           | Honda         | Moto     |
| 12   | 65  | Hubert Auriol                                             | Yamaha        | Moto     |
| 13   | 21  | Bernard Neimer                                            | Honda         | Moto     |
| 14   | 34  | Bernard Atanne                                            | Honda         | Moto     |
| 15   | 64  | Laurent Gomis                                             | Suzuki        | Moto     |
| 16   | 100 | Hubert Rigal Dominique Rochette                           | Range Rover   | Auto     |
| 17   | 140 | Agostino Tocci Carlo Fucci                                | Fiat          | Auto     |
| 18   | 125 | Guy Chambily Michel Desaunay                              | Toyota        | Auto     |
| 19   | 41  | Martine de Cortanze                                       | Honda         | Moto     |
| 20   | 16  | Jean Pierre Dos Reis                                      | Honda         | Moto     |
| 21   | 74  | Guy Albaret                                               | Yamaha        | Moto     |
| 22   | 70  | Alain Padou                                               | Honda         | Moto     |
| 23   | 150 | Jean-Jacques Ratet Robert Ignazi                          | Toyota        | Auto     |
| 24   | 55  | Alain Martin                                              | Honda         | Moto     |
| 25   | 139 | Philippe Catel Anne Catel                                 | Range Rover   | Auto     |
| 26   | 121 | Michel Delannoy Frédéric Harrewyn                         | Toyota        | Auto     |
| 27   | 133 | Henri Mouren Henri Braquet                                | Toyota        | Auto     |
| 28   | 132 | Pierre Minonzio Jean-Louis Ledentu                        | Lada          | Auto     |
| 29   | 26  | Henri Gabrelle                                            | Honda         | Moto     |
| 30   | 58  | Eric Popineau                                             | Honda         | Moto     |
| 31   | 142 | Franco Arbizzi Giovanni Crappolo                          | Fiat          | Auto     |
| 32   | 17  | Patrice Taravella                                         | Honda         | Moto     |
| 33   | 76  | Pierre Berty                                              | Yamaha        | Moto     |
| 34   | 29  | Marie Ertaud                                              | Yamaha        | Moto     |
| 35   | 13  | Patrick Beaufront                                         | Yamaha        | Moto     |
| 36   | 54  | Bernard Gautier                                           | Honda         | Moto     |
| 37   | 112 | Claude Neveu Gary Carrera Gilles Maurice                  | Toyota        | Auto     |
| 38   | 11  | Yves Bon                                                  | Yamaha        | Moto     |
| 39   | 47  | Daniel Piton                                              | Kawasaki      | Moto     |
| 40   | 68  | Didier Boucher                                            | Yamaha        | Moto     |
| 41   | 135 | Dominique Fougerouse Christine Beckers Marguerite Ondarts | Toyota        | Auto     |
| 42   | 107 | Christian Duboscq Pierre-Emmanuel Froissart               | Lada          | Auto     |
| 43   | 10  | Thierry Pascault                                          | Yamaha        | Moto     |
| 44   | 180 | Jean-François Dunac François Beau Jean-Pierre Chapel      | Pinzgauer     | Camion   |
| 45   | 42  | Pascale Geurie                                            | Honda         | Moto     |
| 46   | 18  | Pierre Mengue                                             | Yamaha        | Moto     |
| 47   | 113 | Jean-Michel Bordais Marcel Quie                           | Range Rover   | Auto     |
| 48   | 83  | Bernard Rigoni                                            | Moto Guzzi    | Moto     |
| 49   | 110 | François Forestier Philippe Meneau                        | Toyota        | Auto     |
| 50   | 62  | Alain Vial                                                | Suzuki        | Moto     |
| 51   | 172 | Jean-Pierre Kurrer Jean-Claude Henriet                    | Cournil       | Auto     |
| 52   | 176 | Claude Sezalory Diven Casarini Alain Defrémont            | Toyota        | Auto     |
| 53   | 117 | Bernard Lemonnier Jacqueline Lemonnier                    | Toyota        | Auto     |
| 54   | 138 | Gérard Sarrazin Lucette Sarrazin                          | Range Rover   | Auto     |
| 55   | 157 | Dominique Fondrillon Marcel Schaecht                      | Toyota        | Auto     |
| 56   | 106 | Max Hugueny Bernard Trévidic                              | Toyota        | Auto     |
| 57   | 104 | Jean-François Piot Pierre Raux Jean-Pierre Boulme         | Toyota        | Auto     |
| 58   | 28  | Max Commençal                                             | Yamaha        | Moto     |
| 59   | 192 | Daniel Petit Francis Mare                                 | Unic          | Camion   |
| 60   | 101 | Maurice Calamel Michel Calamel                            | Land Rover    | Auto     |
| 61   | 175 | René Banino Henri Legourriérec                            | Toyota        | Auto     |
| 62   | 166 | Jean Dominique Clément Anne Clément                       | Land Rover    | Auto     |
| 63   | 72  | Guy Leconte                                               | Yamaha        | Moto     |
| 64   | 57  | Thierry Roghe                                             | Honda         | Moto     |
| 65   | 19  | Grégoire Verhaeghe                                        | Honda         | Moto     |
| 66   | 171 | Philippe Chapel Sannier Yves Belleville                   | Range Rover   | Auto     |
| 67   | 174 | Michel Puren Pierre Dumas                                 | Range Rover   | Auto     |
| 68   | 170 | Gil Guillot Patrice Pradeau                               | Cournil       | Auto     |
| 69   | 164 | Olivier Turcat Dominique de Araujo                        | Cournil       | Auto     |
| 70   | 118 | Pierre Chamagne Raymond Thérage                           | Peugeot       | Auto     |
| 71   | 103 | Daniel Nollan Philippe Hayat Jean-Pierre Domblides        | Renault       | Auto     |
| 72   | 187 | Alain Mekki Jean Neault                                   | Unic          | Camion   |
| 73   | 165 | Marc André Philippe Puyfoulhoux                           | Peugeot       | Auto     |
| 74   | 127 | Pierre Bouille Gilles Morel                               | Renault       | Auto     |

### Vidéos INA
- « Départ du 1er Paris-Dakar en 1978 », Ina Sport, INA, 26 décembre 1978.
- Jean-Pierre Chapel « Arrivée à Dakar des concurrents du rallye Paris Dakar 1979 » [vidéo], sur ina.fr, TF1 Actualités 13H, 15 janvier 1979